# 格林柯
格林柯（学名：Lithocarpus collettii）是壳斗科柯属的植物。分布于中国大陆的西藏等地，生长于海拔750米至1,500米的地区，见于坡地及沿江岸林中，目前尚未由人工引种栽培。

## 异名
- Lithocarpus gracilipes (DC) Huang et Y. T. Chang